# ابوعلی بن راشد
ابوعلی بن راشد یکی از اصحاب و شاگران امامان شیعه از جمله علی بن موسی الرضا، محمد تقی و علی النقی است. او همچنین وکالت علی بن موسی الرضا را عهده‌دار بوده‌است.

## زندگانی
شیخ مفید، وی را یکی از فقهای بزرگ شیعه یاد کرده‌است. وی در دوران حیات علی الهادی از دنیا رفته‌است و مرگ وی را شهادت گزارش کرده‌اند. علی الهادی وی را شهید و از سعادتمندان دانسته‌است.

## وکالت
منابع وی را عهده‌دار وکالت علی بن موسی الرضا و علی النقی در ناحیه کوفه، مدائن و بغداد بوده‌است. در دوران زندگانی علی النقی، پس از درگذشت علی بن حسین عبدربه، وی عهده‌دار وکالت آن جناب گردید. در این خصوص علی الهادی نامه‌هایی را به سایر وکلا و اهالی کوفه، بغداد و مدائن فرستاد و در وکالت و اطاعات از ابوعلی تأکید کرد.

## نقل روایت
وی یکی از راویان حدیث نیز بوده‌است که حدیثی منقول از وی در موضوع خمس، در منابع شیعی مورد توجه بسیاری قرار گرفته‌است.